# Jitka Čvančarová
Jitka Čvančarová (Mělník, 23 maart 1978) is een Tsjechische actrice.